# Edgar Martínez
Edgar Martínez (Nueva York, 2 de enero de 1963) apodado "Gar" y "Papi", es un exbeisbolista de las Grandes Ligas y bateador estadounidense de ascendencia puertorriqueña. Pasó los 18 años de toda su carrera de Grandes Ligas con los Marineros de Seattle. 
Es primo de Carmelo Martínez. El 22 de enero de 2019 fue elegido al Salón de la Fama de Cooperstown con el 85,4% de los votos.

## Carrera profesional
El 19 de diciembre de 1982, los Marineros de Seattle ficharon a Martínez en un contrato de ligas menores. Martínez abrió camino a través del sistema de ligas menores de los Marineros, haciendo paradas contra Chattanooga Lookouts y Calgary Cannons. Martínez hizo su debut en Grandes Ligas el 12 de septiembre de 1987, y se convirtió en un fijo en la alineación de los Marineros en 1990, en sustitución de Jim Presley en la tercera base. Comenzó su carrera como tercera base y ganó un título de bateo de la Liga Americana en 1992, pero luego se rompió el tendón de la corva durante un partido de exhibición en el BC Place Stadium de Vancouver, en una costura descomprimida en el césped entre la primera y la segunda, justo antes de la temporada de 1993, y nunca se recuperó totalmente.
Martínez se convirtió en un bateador designado a tiempo completo en 1995, después de perderse la temporada de 1994 por las lesiones. Hasta la fecha, es el único bateador designado que ha ganado un título de bateo, ganando en 1995 con un promedio de 356.
El 9 de agosto de 2004, Martínez anunció su retiro, al final de la temporada. Martínez dijo lo siguiente sobre su elección de carrera y retirarse en Seattle:
Es duro, muy duro, siento en mi mente y mi corazón el deseo de seguir jugando. Pero mi cuerpo está diciendo algo diferente, así que siento que esta es una buena decisión.
Edgar Martínez, The Seattle Times: 10 de agosto de 2004
El 22 de enero de 2019 fue elegido al Salón de la Fama en Cooperstown con el 85,4% de los votos.